# ジャック・ロード
ジャック・ロード（Jack Lord、本名John Joseph Patrick Ryan、1920年12月30日 - 1998年1月21日）はアメリカ合衆国の俳優。テレビドラマ『ハワイ5-0』のスティーブ・マクギャレット役で知られる。

## 来歴
ニューヨーク市ブルックリンに汽船会社の重役の子として生まれる。フットボールの奨学金を得てニューヨーク大学で美術を専攻。ロードの描いた絵画はメトロポリタン美術館に架かっている。大学を中退して地中海で船員として働く。ニューヨークに戻ると、ショールームでキャデラックを売りながら、夜間にネイバーフッド・プレイハウスで演劇を学び、アクターズ・スタジオでもマーロン・ブランドやポール・ニューマンと共に学んで、ブロードウェイで『熱いトタン屋根の猫』などの舞台に出演した。1955年にロサンゼルスに移住。テレビドラマや映画に出演し、『007 ドクター・ノオ』ではショーン・コネリー演ずるジェームズ・ボンドに協力するCIAのフェリックス・ライターを演じた。
1968年から始まった刑事もののテレビドラマ『ハワイ5-0』では、主役のスティーブ・マクギャレットを演じた。このドラマはハワイが舞台で同地でオール・ロケが行われたため、ロードはハワイに居住した。同ドラマは12シーズンの長寿番組となり、80ヶ国以上で放映された。ロードは同番組で主演しただけでなく、制作にも深く関わり、何本かは監督も行った。1980年にドラマが終了した後もロードはハワイに住み続け、同地で死去した。

### 私生活
船員をしていたとき乗客と結婚し、妊娠を知らされるが、彼女がアメリカ合衆国での生活を望まなかったため離婚した。生まれた息子とは幼少のとき一度だけ会ったが、13歳のときに事故死した。1952年にファッション・デザイナーをしていた年上の Marie de Narde と再婚するが、こちらは子供に恵まれなかった。

## 主な出演

### 映画
- 軍法会議 - The Court Martial of Billy Mitchell（1956年）
- 放浪の王者 - The Vagabond King（1956年）
- 決断 - The Hangman（1958年）
- 真昼の欲情 - God's Little Acre（1958年）
- 西部の人 - Man of the West（1958年）
- 007 ドクター・ノオ - Dr.No（1962年）
- 縛り首の三人 - The Ride to Hangman's Tree（1967年）

### テレビ
- ある動機 -  Conflict S1-E1 "Pattern for Violence"(1957年、NHKで1960年放送)
- ルート66(1961年) - 「狂った旋律」
- コンバット(1965年) - 「戦場をかける」
- 夜空の大空港(1966年)　- フランク・トンプソン捜査官
- インベーダー(1967年)　-「人類を裏切る者」(ジョージ・ビコー)
- 逃亡者(1967年)　#112「ある愛の終末」(アラン・バートレット)
- ハワイ5-0

## 参照
1. 1 2 3 4 5 6 7 8 9  Mifflin, Lawrie (1998年1月23日). “Jack Lord, 77, Helped Direct And Starred In 'Hawaii Five-O'” (英語). ニューヨーク・タイムズ 2009年7月2日閲覧。
2. 1 2 3 4 5 6 7 8  Vallance, Tom (1998年1月23日). “Obituary: Jack Lord” (英語). インデペンデント 2009年7月2日閲覧。
3. 1 2 3 4 5  Day, Carol (1998年2月9日). “Stranger in Paradise” (英語). ピープル 2009年7月2日閲覧。